# Баэз, Джоан
Джоа́н Ба́эз (Баэс, англ. Joan Chandos Baez; род. 9 января 1941[…], Статен-Айленд, Нью-Йорк) — американская певица и автор песен, исполняющая музыку преимущественно в стилях фолк и кантри.

## Биография
Джоан Баэз родилась 9 января 1941 года в Нью-Йорке, её отец — известный физик Альберт Баэс, по национальности мексиканец, мать — шотландка. Антивоенная гражданская позиция отца Джоан, очевидно, серьёзно повлияла и на мировоззрение будущей певицы. В конце 1950-х семья Баэз переехала в район Бостона, бывший тогда одним из центров музыкальной культуры фолк. Уже тогда Джоан начала активно выступать в клубах и завоёвывать популярность.
Профессиональная карьера Джоан началась в 1959 году на фолк-фестивале в Ньюпорте. В ноябре 1960 года на лейбле Vanguard Records вышел её первый альбом Joan Baez, который пользовался огромным успехом. В следующем году она провела свой первый концертный тур по городам США. В 1962 году портрет Баэз появился на обложке журнала «Тайм», что сделало её известной по всей стране. Это почти официальное признание её деятелем национального масштаба. Журнал «Тайм» писал: «Её голос столь же ясен, как воздух осенью, яркое, сильное, нетренированное и волнующее сопрано. Она не носит никакой косметики, и её длинные тёмные волосы висят как драпировка, разделённая вокруг её длинного миндалевидного лица…».
В 1962 году во время борьбы чернокожих граждан США за гражданские права Джоан совершила гастрольную поездку на юг США, где ещё продолжалась расовая сегрегация. Она требовала: «Белые и чёрные должны сидеть вместе на моих концертах, иначе я не буду петь». В 1963 году она отказалась платить налоги, мотивируя это нежеланием поддерживать гонку вооружений. При этом она создала благотворительный фонд, в который поступали доходы от её концертной деятельности. В 1964 году она основала Институт по изучению проблем ненасилия.
Во время войны во Вьетнаме Джоан активно участвовала в антивоенном движении, подвергалась за это аресту.
Джоан ездила по университетам, её социальная активность принимала все большие масштабы, а чувство сопричастности к происходящему в стране и мире передалось ей от родителей. Она всё чаще пела песни протеста, и публика шла за ней. В это время её репертуар наполняли песни Боба Дилана. Одна из них — «Farewell, Angelina» — дала название седьмому альбому певицы.
С 1967 года в творчестве певицы начался новый этап: постепенно уходя от чисто акустического звучания, она всё чаще прибегала к услугам симфонического оркестра и приглашала опытных аранжировщиков, таких, как Пол Саймон, Леннон, Маккартни и Жак Брель.
В 1968 году выяснилось, что продажа её дисков была запрещена в армейских магазинах США из-за её антивоенных выступлений против войны во Вьетнаме и против призыва в армию. Джоан сделалась рьяным поборником ненасильственных действий — движения, которое возглавил в Америке пастор Мартин Лютер Кинг, лидер борьбы за гражданские права и друг Баэз. Три записанных Джоан для компании звукозаписи Vanguard диска стали «золотыми». В 1968 году Джоан вышла замуж за активиста антивоенного движения Дэвида Харриса. Она давала концерты вместе с Бобом Диланом, Би Би Кингом.
Баэз гастролировала по всему миру, а также участвовала в различных акциях — демонстрациях и собраниях «Движения за ядерное разоружение» и других политических акциях по всему миру, часто вопреки запретам и договорённостям.
В августе 1969 года принимала участие в знаменитом рок-фестивале Вудсток.
В 1973 году Джоан исполнила песню «Наталья» о советской правозащитнице и поэтессе Наталье Горбаневской, заключённой в спецпсихбольницу. Она также исполняла на русском языке песню Булата Окуджавы «Союз друзей» («Возьмёмся за руки, друзья…»).
В 1978 году намечалось выступление Баэз в Ленинграде, однако концерт был отменён советскими чиновниками без объяснения причин. Несмотря на отмену концерта, Джоан приехала в Москву и встречалась с советскими диссидентами, включая Андрея Сахарова и Елену Боннэр.
В интервью «Melody Maker» она призналась:

Я считаю себя прежде всего политиком. Мне нравится, когда обо мне говорят как о пацифисте. Я не возражаю, когда меня называют фолк-певицей, но музыка имеет для меня второстепенное значение… Пение никак не связано с моим стремлением оставаться человеком, да я бы и не допустила этого. Знаю, что многих раздражает моё вмешательство в политику, — но с моей стороны нечестно притворяться, будто я только певица… На самом деле, фолк-музыка не очень меня интересует. Я редко её слушаю, потому что значительная её часть плоха.

Джоан основала Международный комитет прав человека — организацию, которая занималась защитой прав человека. Джоан награждена французским Орденом Почётного легиона, за политическую активность удостоена несколькими университетами звания Почётного доктора.
В 1980-е гг. поддерживала режим Д. Ортеги в Никарагуа, приезжала в страну.
Культура и политика, общественное звучание и мелодический ряд, творчество в тиши комнаты и уличная демонстрация — это неотделимые друг от друга стороны личности Джоан Баэз. Джоан Баэз является одной из наиболее продуктивных исполнительниц фолк-рока и, пожалуй, самой его политизированной представительницей.

## Семья
- Сын — Габриэль (от брака с Дэвидом Харрисом).
- Младшая сестра — автор и исполнительница песен Мими Фаринья.